# BRPカンナムスパイダー

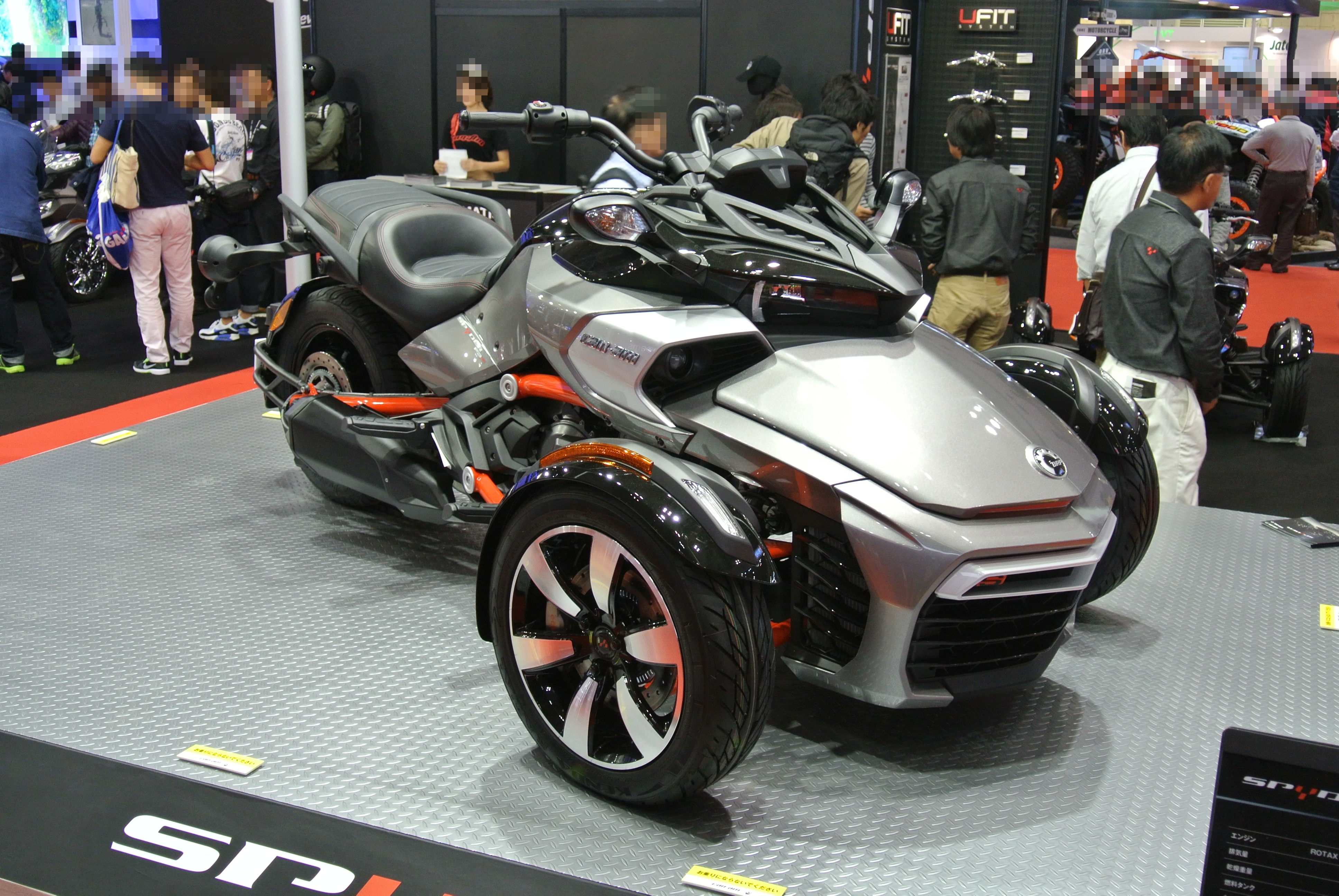
カンナムスパイダー

Can-Am Spyder（Spyder）とは、ボンバルディア・レクリエーショナルプロダクツ（BRP）が製造しCan-Am（カンナム）ブランドで発売している3輪モーターサイクル（トライク）で、日本ではBRPジャパン株式会社が販売している。誕生は、2007年2月。同社の主力製品の一つであるスノーモービルと同じように前2輪・後1輪の構造で、ATVに類似したシャシを採用している。

## 販売
2007年10月までにおよそ2,500台販売。さらに2009年5月までに12,500台が製造され、そのうち9,932台がアメリカ合衆国で販売された。購入者の約21 %が女性で、約27 %のオーナーが過去に二輪車を所有した経験がない。2015年、米国ミズーリ州・スプリングフィールドで開催された毎年恒例の "Spyderfest" には、100,000台の Spyder が集まるなど、コミュニティが非常に強い。 

## 特徴
Spyder はトラクションコントロール、スタビリティコントロール、アンチロック・ブレーキ・システムなど高度な自動車テクノロジーを装備する。日本での運転免許は「二輪」ではなく「普通免許」で運転できるほか、車庫証明も必要ない。ブレーキシステムも四輪車と同じで、フロントおよびリアともに同じフットペダルでの操作が可能。また、後退ギア、パワーステアリング、電子制御式トランスミッションを装備。 フロントフードの下にはラゲッジスペース、その他収納や別売りのアクセサリーも豊富。 

## モデル
Spyderには4つのタイプがある。

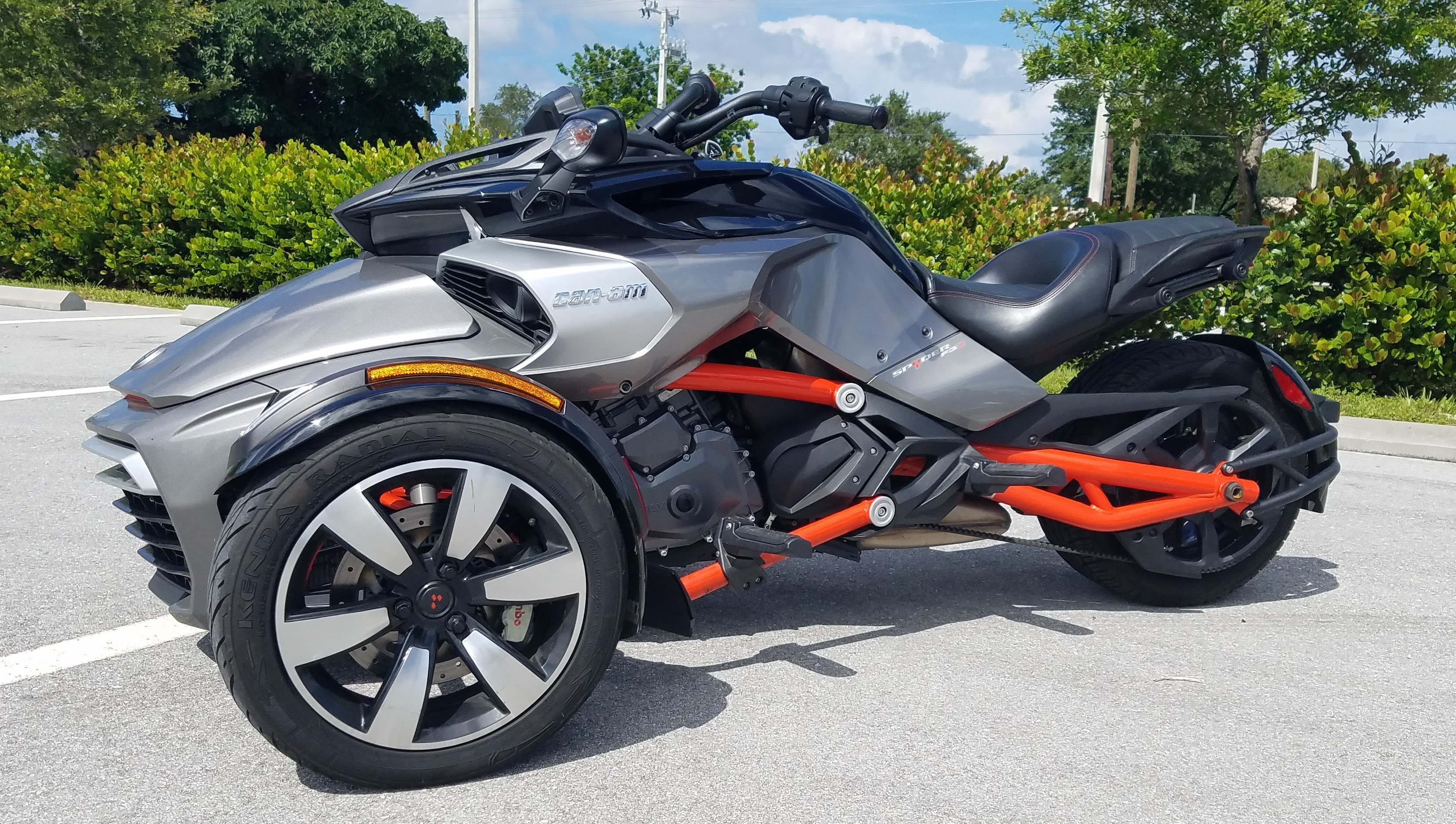
カンナムスパイダーF3

- Spyder RS - スポーツタイプでスタイリングと乗車姿勢がスーパースポーツバイクのようなモデル。2016年販売終了。
- Spyder ST - スポーツツーリングに適したモデルで直立したシートと取り外せるサドルバッグが特徴。2016年販売終了。
- Spyder RT - ツーリング向けモデルで、サドルバッグと収納を併せ持つ。
- Spyder F3 - 排気量1,300 ccのスポーツクルーザー。両脚を前に投げ出すような乗車姿勢が特徴。